# Simulium galloprovinciale
Simulium galloprovinciale är en tvåvingeart som beskrevs av Giuducelli 1963. Simulium galloprovinciale ingår i släktet Simulium och familjen knott. Inga underarter finns listade i Catalogue of Life.